# Obere Grasstraße 1

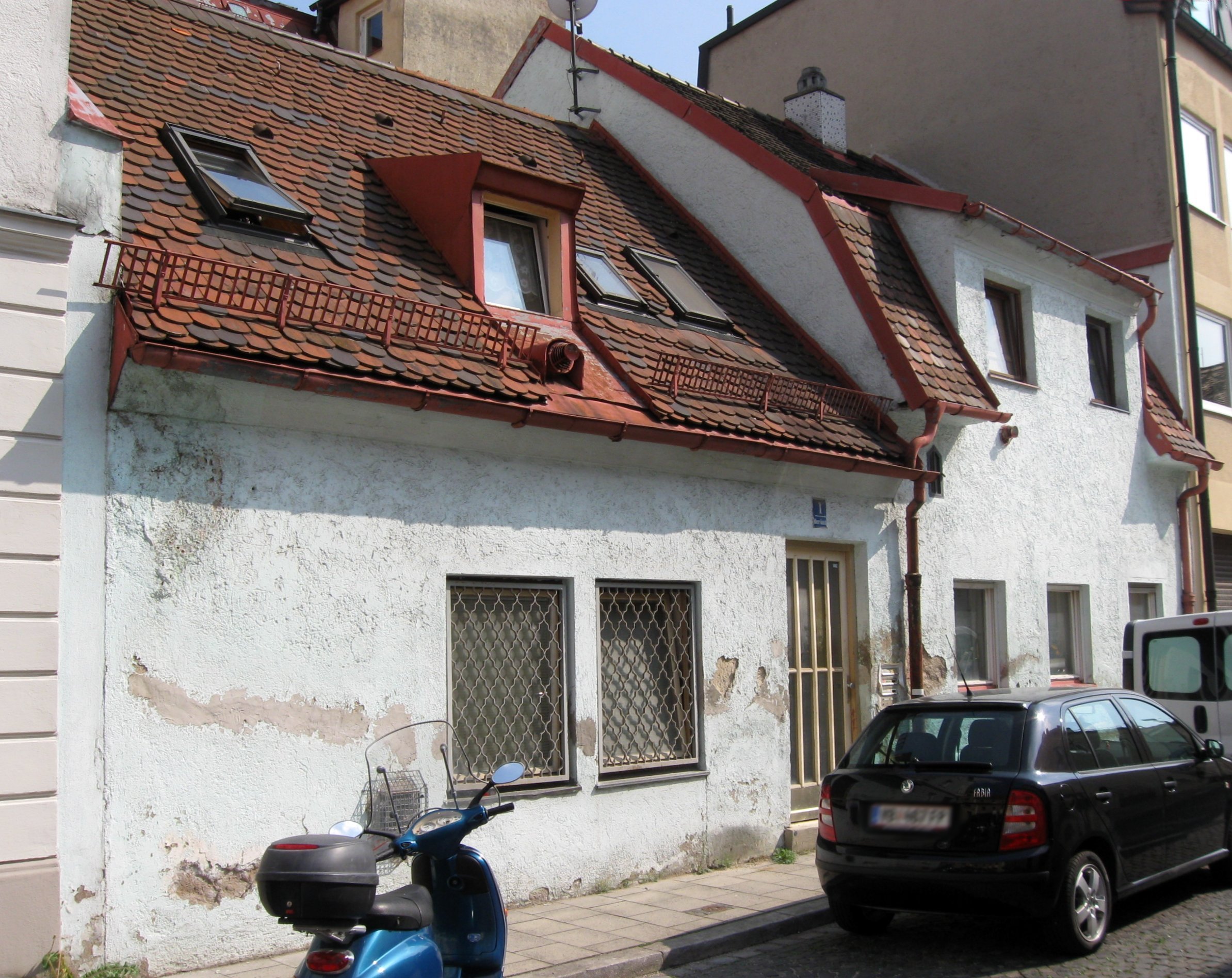
Das Wohnhaus im Mai 2011

Die Obere Grasstraße 1, auch Uhrmacherhäusl, war ein Wohnhaus in München-Obergiesing. Das Bauwerk ist unter der Denkmalnummer D-1-62-000-4866 als Baudenkmal in die Bayerische Denkmalliste eingetragen. Das Gebäude wurde im September 2017 illegal abgerissen, was ein großes mediales Echo erzeugte. Zuvor hatte das Gebäude zwei Jahre leer gestanden.

## Lage
Das Gebäude stand östlich der Heilig-Kreuz-Kirche in der Oberen Grasstraße in der Feldmüllersiedlung, einem Wohngebiet aus Kleinhäusern, die zwischen 1830 und 1860 erbaut wurden. Die Siedlung ist als Ensemble ebenfalls denkmalgeschützt. Das Wohnhaus stand auf einer Höhe von 535 Metern über NHN.

## Geschichte
Das ehemalige Handwerkerhaus war eine zusammengesetzte Baugruppe bestehend aus einem erdgeschossigen, verputzten Massivbau mit Satteldach im Norden und einem zweigeschossigen, verputzten Massivbau mit Satteldach und großer Schleppgaube. Im Kern wurde das Gebäude um 1840/45 errichtet und nach der Kriegszerstörung 1944 wiederaufgebaut.

### Abriss

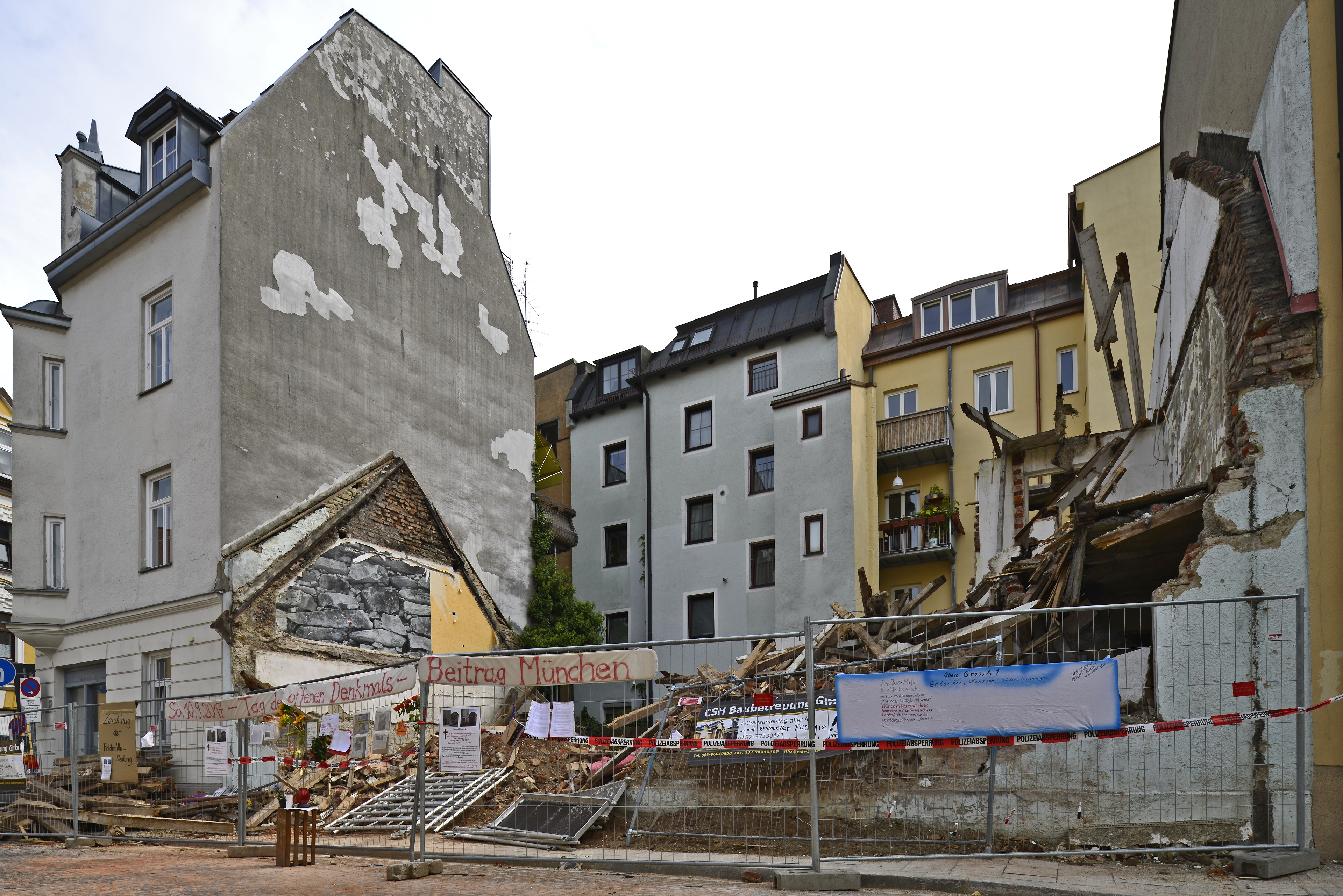
Zustand des Gebäudes nach dem Abbruch

Am 1. September 2017 wurde das Gebäude von der CSH Baubetreuung GmbH illegal abgerissen. Am Tag zuvor hatte der Abriss durch die von Anwohnern informierte Polizei noch verhindert werden können.

### Rechtsstreit
Gegen den Hausbesitzer wurde ein Bußgeldverfahren eröffnet, bei dem geprüft wird, ob der Abriss eine Straftat darstellt. Des Weiteren verfügte die Untere Denkmalschutzbehörde der Stadt, er habe das Uhrmacherhäusl innerhalb von zwei Jahren nach Erteilung der Baugenehmigung unter Berücksichtigung der bisherigen Kubatur und Form sowie unter Erhalt der vorhandenen Giebelwände und der Keller wiederherzustellen. Gegen den Bescheid dieser Verfügung legte er Klage ein. Nachdem das Verwaltungsgericht München den Bescheid am 16. Juli 2019 zunächst wegen eines Formfehlers als rechtswidrig einstufte, bestätigte der Bayerische Verwaltungsgerichtshof am 30. Juli 2021 im Wesentlichen die Rechtsauffassung der Stadt.
Außerdem wurde der Eigentümer vom Amtsgericht München im Juli 2022 wegen gemeinschädlicher Sachbeschädigung und Nötigung zu einer Geldstrafe von 250 Tagessätzen à 530 Euro (132.500 Euro) verurteilt. Der Bauunternehmer wurde wegen Beihilfe zu gemeinschädlicher Sachbeschädigung zu 110 Tagessätzen à 40 Euro (4.400 Euro) verurteilt. Beide legten daraufhin Berufung ein. Im November 2023 wurde der Berufungsprozess gegen den Eigentümer gegen Zahlung einer Geldauflage (100.000 Euro zugunsten der Stiftung Denkmalschutz und der Staatskasse) eingestellt. Der Bauunternehmer nahm seine Berufung zurück. Unabhängig von der Einstellung des strafrechtlichen Verfahrens bestätigte der Bayerische Verwaltungsgerichtshof in seinem Berufungsurteil jedoch überwiegend die Anordnung der Landeshauptstadt zur Wiederherstellung des Uhrmacherhäusls.